# Liste der Reichstagsabgeordneten im Nationalsozialismus (3. Wahlperiode)
Mit dem § 1 des Gesetzes gegen die Neubildung von Parteien vom 14. Juli 1933 wurde die NSDAP zur einzigen in Deutschland bestehenden Partei erklärt. Demzufolge bestand in dem am 29. März 1936 „gewählten“ Reichstag nur die Fraktion der NSDAP. Mitglieder des Reichstages, die nicht der NSDAP angehörten, wurden als Gäste der NSDAP-Fraktion geführt.
Insgesamt wurden laut offiziellem Wahlergebnis über 44 Millionen Stimmen abgegeben (Wahlbeteiligung 99,0 %), davon 98,8 % für die Listen der NSDAP. Der Reichstag hatte damit 741 Mitglieder.
Der Reichstag trat nur zu drei Sitzungen zusammen.

## Präsidium
- Präsident des Reichstages: Hermann Göring
- Erster Stellvertreter: Hanns Kerrl
- Zweiter Stellvertreter: Hermann Esser
- Dritter Stellvertreter: Emil von Stauß

 Das Präsidium wurde auf der ersten Sitzung am 30. Januar 1937 en bloc durch Zuruf gewählt. 

## Mitglieder

### A
- Fritz Adam, ausgeschieden am 19. November 1937
- Georg Ahlemann (1870–1945)
- Herbert Albrecht (1900–1945)
- Walter Aldinger
- Eduard Altenburg
- Werner Altendorf
- Georg Altner
- Ludolf von Alvensleben (1901–1970)
- Max Amann (1891–1957)
- Johann Appler
- Günther Arndt (1894–1975)
- Alfred Arnold
- Wilhelm Aschka, eingetreten am 14. Dezember 1937 für Abg. Schmid (Augsburg)
- Georg Ay

### B
- Heinrich Bachmann
- Erich von dem Bach-Zelewski (1899–1972)
- Heinrich Bär (1905–1977)
- Philipp Baetzner
- Paul Bang (1879–1945), Gast
- Herbert Barthel, eingetreten am 11. März 1938 für Abg. Rosenbaum
- Franz Bauer (Dortmund) (1894–1966)
- Robert Bauer (Dresden) (1898–1965)
- Josef Bauer (München) (1881–1958)
- Hans Baumann
- Willy Becker (Frankfurt)
- Hellmuth Becker (Hamburg)
- Adolf Beckerle (1902–1976)
- Hans Beeck
- Hermann Behme (1900–1969)
- Erich Behrendt
- Peter Bell
- Heinrich Bennecke
- Joseph Berchtold (1897–1962)
- Theo Berkelmann
- Peter Berns
- Wilhelm Beyer (Essen) (1885–1945)
- Georg Biederer
- Paul Binus
- Franz Binz
- Gottfried Graf von Bismarck-Schönhausen (1901–1949)
- Wilhelm Bisse
- Willi Bloedorn (1887–1946?)
- Franz Bock
- Arthur Böckenhauer (1899–1953?)
- Willi Boeckmann
- Helmut Böhme
- Wilhelm Börger (1896–1962)
- Peter Börnsen
- Wilhelm Bösing
- Erich Boetel
- Ernst Wilhelm Bohle (1903–1960)
- Heinrich Bohnens
- Andreas Bolek (1894–1945)
- Karl Bombach
- Martin Bormann (1900–1945)
- Otto Born (Berlin)
- Friedrich Boschmann
- Philipp Bouhler (1899–1945)
- Fritz Bracht (1899–1945)
- Otto Braß (1887–1945)
- Rudolf Braun
- Reinhard Bredow (1872–1945)
- Ralf Brockhausen
- Hugo Bruckmann (1863–1941)
- Wilhelm Brückner (Berlin) (1884–1954)
- Karl Brückner (Glogau)
- Paul Brusch
- Walter Buch (1883–1949)
- Franz Buchner (1898–1967)
- Richard Büchner (1897–1941)
- Josef Bürckel (1895–1944)
- Hanns Bunge (1898–1966)
- Walter Burghardt (Dresden) (1885–17. August 1938)
- Hans Burkhardt (Fulda)
- Wilhelm Busch (1892–1968)
- Rudolf Buttmann

### C
- Karl Camphausen, eingetreten am 20. Januar 1938 für Abg. Grüttgen
- Heinrich Claß (1868–1953), Gast
- Robert Claussen
- Carl Eduard Herzog von Coburg (1884–1954)
- Walther von Corswant
- Bruno Czarnowski

### D
- Otto Dahlem
- Werner Daitz (1884–1945)
- Kurt Daluege (1897–1946)
- Willy Damson
- Paul Dargel, eingetreten am 30. November 1937 für Abg. Adam
- Richard Walther Darré (1895–1953)
- Hans Dauser
- Wilhelm Decker (Potsdam)
- Hans-Gerhard Dedeke
- Johann Deininger
- Karl Dempel
- Albert Derichsweiler (1909–1997)
- Detlef Dern (1905–1941)
- Bruno Dieckelmann
- Hein Diehl
- Christoph Diehm
- Erich Diestelkamp
- Otto Dietrich (Berlin)
- Hans Dietrich (Coburg)
- Josef Dietrich (München) (1892–1966)
- Hans Dippel
- Carl Ludwig Doerr
- Otto Dörrenberg
- Richard Drauz (1894–1946)
- Paul Drechsel
- Wilhelm Dreher
- Karl Dreier (Bückeburg)
- Erich Drescher
- Otto Dreyer (Birkenfeld)
- Oskar Druschel
- Ernst Dürrfeld
- Ernst Duschön

### E
- Friedrich Karl von Eberstein (1894–1979)
- Alfred Eckart
- Joachim Eggeling (1884–1945)
- Theodor Eicke (1892–1943)
- Kuno von Eltz-Rübenach (1904–1945)
- Johannes Engel
- Fritz Engler-Füßlin
- Emil Engler (Lauban)
- Franz Ritter von Epp (1868–1947)
- Otto Erbersdobler
- Alfred Ernst
- Hermann Esser (1900–1981)
- Friedrich Everling, Gast

### F
- Hans Fabricius
- Reinhard Fäthe (1902–1978)
- Oskar Farny (1891–1983), Gast
- Paul Faßbach
- Otto von Feldmann, Gast
- Rudolf Feick (1900–1945)
- Richard Fiedler (Duisburg)
- Karl Fiedler (Zerbst)
- Karl Fiehler (München) (1895–1969)
- Max Fillusch
- Hans Fink
- Curt Fischer (Berlin)
- Arnold Fischer (Essen)
- Ludwig Fischer (Hamburg), eingetreten am 30. November 1937 für Abg. Raeke (Berlin)
- Hugo Fischer (München)
- Wilhelm Fischer (Olpe)
- Friedrich Karl Florian (1894–1975)
- Albert Forster (1902–1952)
- Hans Frank (1900–1946)
- Paul Franke (Liegnitz)
- Christian Franke (Münster)
- Alfred Frauenfeld
- Roland Freisler (1893–1945)
- Ernst Frenzel, eingetreten am 10. März 1937 für Abg. Rompel
- Hans Georg Freund
- Kurt Frey
- Hans von Freyberg
- Alfred Freyberg (Dessau) (1893–1945)
- Hermann Freytag, ausgeschieden am 30. Juni 1937
- Axel Freiherr von Freytag-Loringhoven, Gast
- Wilhelm Frick (1877–1946)
- Erich Friedrich (Oldesloe) (1901–1971)
- Karl Friedrich (Seelow), Mandat am 12. Juli 1937 für ungültig erklärt
- Hans Friedrich (Stettin)
- Helmuth Friedrichs (München)
- Karl Fritsch
- Fritz Fröhlich, ausgeschieden am 16. Juli 1937
- Otto Frowein
- Erich Fuchs (Ostpreußen) (1894–1945)
- Oswald Fuchs (Schalenbach)
- Herbert Fust

### G
- Otto Gakenholz
- Franz Ganninger
- Richard Gehrig
- Hermann Gerischer
- Karl Gerland (1905–1945)
- Hans Gewecke
- Waldemar Geyer (Berlin)
- Paul Giesler (1895–1945)
- Adalbert Gimbel
- Walter Gloy
- Joseph Goebbels (1897–1945)
- Heinrich Göckenjan
- Arthur Hugo Göpfert
- Hermann Göring (1893–1946)
- Artur Görlitzer (1893–1945)
- Karl Götz
- Otto Gohdes
- Rüdiger Graf von der Goltz (1894–1976)
- Walter Gottschalk
- Georg Gradl
- Ulrich Graf (1878–1950)
- Walter Granzow
- Hermann Grassl
- August Greim
- Friedrich Grimm (Essen) (1888–1959)
- Wilhelm Grimm (München)
- Jacques Groeneveld
- Josef Grohé
- Hermann Groine (1897–1941)
- Wilhelm von Grolman
- Walter Groß (Berlin) (1904–1945)
- Martin Groß (Weimar)
- Udo Grosse (Halberstadt)
- Ferdinand Großherr (1898–1945)
- Willy Grothe
- Hans Grüneberg
- Friedrich Grüttgen, ausgeschieden am 28. Dezember 1937
- Kurt Günther
- Rudolf Gugel
- Karl Gutenberger

### H
- Heinrich Haake
- Curt Haase (1897–??)
- Wilhelm Habbes
- Rudolf Habedank
- Theo Habicht
- Albert Hackelsberger, Gast
- Fritz Härtl
- Heinrich Hager
- August Hallermann
- Walter Hamfler, eingetreten am 26. Februar 1937 für Abg. Hoenscher
- Karl Hanke (1903–1945)
- Paul Harpe
- Erich Hartmann
- Herbert Haselwander
- Daniel Hauer
- Alfred Hawellek
- Willi Heer (1894–1961), Wahlkreis 26 (Franken)
- Wilhelm Heerde
- Karl Heidemann
- Adolf Heincke
- August Heißmeyer (1897–1979)
- Wilhelm Helfer
- Wolf Graf von Helldorff (1896–1944)
- Otto Hellmuth (1896–1968)
- Hans von Helms (1899–1980)
- Paul Hennicke
- Harry Henningsen
- Fred Henrich, ausgeschieden am 4. Oktober 1935
- Max Henze
- Adolf Hergenröder
- Walter Heringlake
- Adalbert Herwig
- Otto Herzog (1900–1945)
- Fritz Heß (Dannenfels) (1879–1938)
- Rudolf Heß (München) (1894–1987)
- Wilhelm Heuber
- Reinhard Heydrich (1904–1942)
- Walter Heyse
- Konstantin Hierl (1875–1955)
- Friedrich Hildebrandt (Schwerin) (1898–1948)
- Richard Hildebrandt (Breslau)
- Erich Hilgenfeldt (1897–1945?)
- Otto Hill, eingetreten am 27. Januar 1938 für Abg. Kling
- Heinrich Himmler (1900–1945)
- Hans Hinkel (1901–1960)
- Paul Hinkler, eingetreten am 20. Juli 1936 für Abg. Meyer (Sachsen)
- Kurt Hintze (1901–1944)
- Adolf Hitler (1889–1945)
- Alfons Hitzler
- Paul Hocheisen (1870–1944)
- Paul Hoenscher (1887–1937)
- Walter Hoevel
- Paul Hoffmann (Essen)
- Erich Hofmann (Leipzig)
- Hans Georg Hofmann (München) († 1937)
- Eugen Holdinghausen
- Paul Holthoff
- Karl Holz (1895–1945)
- Friedrich Homann (1891–1937)
- Karl Horn (Sachsen)
- Curt Horst
- Ludwig Huber (Ibach)
- Ernst Huber (Reutlingen)
- Hans Huebenett
- Adolf Hühnlein (1881–1942)
- Peter Hütgens, eingetreten am 1. Juli 1937 für Abg. Freytag
- Alfred Hugenberg (1865–1951), Gast
- Rolf von Humann
- Heinrich Hunke

### I
- Heinrich Ilbertz
- Fritz Emil Irrgang
- Ernst Ittameier

### J
- Karl Jackstien, eingetreten am 29. Oktober 1937 für Abg. Homann
- Franz-Werner Jaenke (Liegnitz)
- Dietrich von Jagow (1892–1945)
- Karl Janowsky
- Friedrich Jeckeln (1895–1946)
- Ernst Jenke (Breslau)
- Konrad Jenzen
- Georg Joel (1898–1981)
- Fritz Johlitz
- Heinz-Hugo John
- Alfred Jonas
- Martin Jordan (Auerbach) (1897–1945)
- Rudolf Jordan (Halle) (1902–1988)
- Max Jüttner
- Karl Jung (München)
- Rudolf Jung (Berlin) (1882–1945)

### K
- Richard Kackstein
- Károly Kampmann (1902–1945)
- Bernd Freiherr von Kanne
- Otto Kannengießer
- Rolf Karbach
- Berthold Karwahne (1887–1957)
- Siegfried Kasche (1903–1947)
- Wilhelm Kattwinkel (1883–1953), eingetreten am 26. Februar 1937 für Friedrich Neven
- Adolf Katz
- Artur Kauffmann (Stettin), ausgeschieden am 30. Juni 1937
- Karl Kaufmann (Hamburg) (1900–1969)
- Ernst Keller
- Friedhelm Kemper
- Wilhelm Keppler (1882–1960)
- Fritz Kern
- Hanns Kerrl (1887–1941)
- Werner Keyßner (1903–1969)
- Peter Kiefer (1884–1945)
- Fritz Kiehn (1885–1980)
- Emil Kiener
- Manfred Freiherr von Killinger (1886–1944)
- Dietrich Klagges (1891–1971)
- Karl Kleemann (1904–1969)
- Emil Klein (1905–2010)
- Fritz Kleiner, Gast
- Rudolf Klieber
- Adolf Kling (1893–1938)
- Alfred Klostermann
- Xaver Knaup
- Heinrich August Knickmann
- Walter Knop
- Adolf Kob
- Erich Koch (Ostpreußen) (1896–1986)
- Walter Köhler (1897–1989)
- Hanns König
- Gerd von Koerber
- Hellmut Körner (Sachsen) (1904–1966)
- Paul Körner (Berlin)
- Artur Kolb (Amberg)
- Max Kolb (Bayreuth)
- Wilhelm Koppe (1896–1975)
- Felix Kopprasch
- Albert Kost
- Heinrich von Kozierowski
- Kurt Kräft
- Ludwig Kraft (Düsseldorf)
- Herbert Kraft (Karlsruhe)
- August Kramer
- Wolfgang Kraneck
- Erwin Kraus (Pasing)
- Rudolf Krause
- Moritz Kraut (1905–1941)
- Hans Krawielitzki
- Hans Krebs
- Hermann Kretzschmann, eingetreten am 22. Juni 1936 für Abg. Litzmann (Neuglobsow)
- Karl Krichbaum
- Wilhelm Kronsbein (1884–1972)
- Werner Kropp
- Erich Krüger (Crossen)
- Friedrich-Wilhelm Krüger (Frankfurt)
- Wilhelm Kube (1887–1943), ausgeschieden am 10. August 1936, erneut eingetreten am 26. November 1936 für Abg. von Wedel-Parlow
- Walter Kühle (Storkow)
- Johannes Künzel
- Hans Kummerfeldt
- Erich Kunz (Dresden)
- Richard Kunze (Berlin)

### L
- Heinz Lampe (1896–1951)
- Franz Land
- Kurt Lasch
- Hartmann Lauterbacher (1909–1988)
- Otto Lehmann
- Georg Lenk (1888–1945)
- Robert Ley (1890–1945)
- Ernst Ludwig Leyser
- Ludwig Liebel (Berlin)
- Willy Liebel (Nürnberg) (1897–1945)
- Walther Freiherr von Lindenfels
- Karl Linder (1900–1979)
- Karl Litzmann (Neuglobsow) (1850–1936)
- Karl-Siegmund Litzmann (Ostpreußen) (1893–1945)
- Wilhelm Loch
- Hans von Loewenstein zu Loewenstein
- Lorenz Loewer
- Hinrich Lohse (1896–1964)
- Hans Lommel (1875–1939)
- Werner Lorenz (1891–1974)
- Willi Luckner (1896–1975)
- Hanns Ludin (1905–1947)
- Curt Ludwig (1902–1989)
- Kurt Lüdtke
- Carl Lüer (1897–1969)
- Friedrich-Wilhelm Lütt
- Viktor Lutze (1890–1943)
- Max Luyken (1885–1945)

### M
- Waldemar Magunia (1902–1974)
- Eugen Maier (Ulm) (1899–1940)
- Josef Malzer (1902–1954)
- Richard Manderbach (1889–1962)
- Arno Manthey (1888–1941)
- Fritz Marrenbach (1896–1967)
- Willy Marschler (1893–1952)
- Karl Martin (1893–1974)
- Kurt Martius (1903–1969)
- Fritz Marx (1900–1985)
- Martin Matthiessen (1901–1990)
- Emil Maurice (1897–1972)
- Emil Mazuw (1900–1987)
- Wilhelm Meinberg (1898–1973)
- Albert Meister (1895–1942)
- Herybert Menzel (1906–1945)
- Franz Merk (1894–1945)
- Julius Merz (1903–1945)
- Franz Metzner (1895–1970)
- Cuno Meyer (Sachsen) (1893–1981), Mandat am 14. Juli 1936 für ungültig erklärt
- Friedrich („Fritz“) Meyer (Hamburg) (1881–1953)
- Alfred Meyer (Münster) (1891–1945)
- Joachim Meyer-Quade (1897–1939)
- Rudolf Michaelis (1902–1945)
- Karl Minnameyer (1891–1973)
- Paul Moder (1896–1942)
- Johann Adam Mohr (1896–1982)
- Max Moosbauer (1892–1968)
- Albert Müller (Trier) (1895–1945)
- Erhard Müller (Hagen) (1906–1969)
- Georg Müller (Dresden) (* 1892)
- Hermann Müller (Magdeburg) (1890–1970)
- Karl Müller (Berlin) (1879–1944)
- Paul Müller (Kronach) (1892–1963), eingetreten am 22. August 1936 für Abg. Kube
- Ludwig Münchmeyer (1885–1947)
- Anton Mündler (1896–1945)
- Michael Münster (1901–1986)
- Wilhelm Murr (1888–1945)
- Martin Mutschmann (1879–1947)
- Ernst Mutz (* 1900)

### N
- Otto Naumann (1895–1965)
- Paul-Friedrich Nebelung (1900–1990)
- Hermann Neef (1904–1950)
- Reinhard Neubert (1896–1945)
- Walter Neul (1899–1971)
- Friedrich Neven (1902–1971), ausgeschieden am 13. Januar 1937
- Paul Nieder-Westermann (1892–1957)
- Heinrich Niem (1906–1944)
- Gustav Nietfeld-Beckmann (1896–1961)
- Heinrich Nietmann (1901–1961)
- Otto Nippold (1902–1940)
- Erwin Nötzelmann (1907–1981)

### O
- Walther Oberhaidacher (Chemnitz-Zwickau) (1896–1945?)
- Hanns Oberlindober (1896–1949)
- Josef Odendall
- Gustav Robert Oexle (1889–1945)
- Karl Offermann (Berlin) (1884–1956)
- Richard Ohling (1908–1985)
- Ludwig Oldach (1888–1987)
- Christian Opdenhoff (1902–1975)
- Ewald Oppermann (Königsberg) (1896–1965?)
- Theodor Oppermann (Hannover) (1889–1945)
- Walter Ortlepp (1900–1971)
- Richard Owe (1889–1970)

### P
- Heinrich Pahlings (1904–1947)
- Hermann Paltinat (1905–1974)
- Franz von Papen (1879–1969), Gast
- Paul Papenbroock (1894–1945)
- Fritz Paschold (1888–1972)
- Hellmut Peitsch (1906–1950)
- Ernst Penner (1883–1940)
- Carl Penzhorn (1866–1956)
- Friedrich Peppmüller (1892–1972)
- Karl Peschke (1882–1943)
- Arnold Petersen (1892–1953)
- Wilhelm Petzold (1898–1945)
- Rudi Peuckert (1908–1946)
- Alfred Pfaff (1872–1954)
- Franz von Pfeffer (1888–1968)
- Karl Pflaumer (1896–1971)
- Karl Pflomm (1886–1945)
- Franz Pillmayer (1897–1939)
- Friedrich („Fritz“) Plattner (1901–1960)
- Eugen Plorin (1901–1943)
- Ludwig Pösl (1903–1945)
- Eberhard Ponndorf (1897–1980)
- Emil Popp (1897–1955)
- Kuno Popp (Stettin) (1893–1973), eingetreten am 1. Juli 1937 für Abg. Kauffmann (Stettin)
- Georg Poxleitner (1898–1964)
- Richard Preiß (Gleiwitz) (1902–??)
- Fritz Preißler (Stollberg) (1904–1945)
- Alfred Preuß (Königsberg) (1887–??)
- August Wilhelm Prinz von Preußen (1887–1949)
- Alfred Proksch (1891–1981)
- Hans-Adolf Prützmann (1901–1945)
- Johannes Puth (1900–1957)

### Q
- Franz Quadflieg (1900–1957)
- Eugen Graf von Quadt zu Wykradt und Isny (1887–1940), Gast

### R
- Paul Arthur Rabe (1903–1976)
- Horst Raecke (Bremen) (1906–1941)
- Walter Raeke (Berlin) (1878–1959), ausgeschieden am 9. Oktober 1937
- Arthur Rakobrandt (1878–1948)
- Georg Rau (1892–1964)
- Richard Reckewerth (1897–1970)
- Fritz Reckmann (1907–1984?)
- Otto Recknagel (1897–1983)
- Wilhelm Redieß (1900–1945)
- Theo Rehm (1896–1970)
- Johannes von Reibnitz (1882–1939)
- Willy Reichelt (1880–1946)
- Heinrich Reiner (1892–1946)
- Wilhelm Reinhard (Spandau) (1869–1955)
- Fritz Reinhardt (Berlin) (1895–1969)
- Karl Reinhardt (Kittelsthal) (1905–1968)
- Josef Alois Reinhart (Würzburg) (1899–??)
- Helmut Reinke (1897–1969)
- Hans Reiter (Sachsen) (1901–1973)
- Constantin Rembe (1868–1958)
- Theodor von Renteln (1897–1946?)
- Hermann Reschny (1898–1971)
- Ernst Graf zu Reventlow (1869–1943)
- Hartwig von Rheden (1885–1957)
- Joachim von Ribbentrop (1893–1946)
- Hans Richter (1905–1962)
- Hans-Joachim Riecke (1899–1986)
- Ernst Riemenschneider (1900–1960)
- Josef Riggauer (1879–1952)
- Friedrich Ringshausen (1880–1941)
- Heinrich Ritter (1891–1966)
- Alfred Rodenbücher (1900–1979)
- Hermann Röhn (1902–1946)
- Rudolf Röhrig (1903–1970)
- Erwin Rösener (1902–1946)
- Carl Röver (1889–1942)
- Karl Rompel (1888–1937)
- Wilhelm Rosenbaum (1880–1938)
- Alfred Rosenberg (1893–1946)
- Albert Roth (Liedolsheim) (1893–1952)
- Reinhold Roth (Mannheim) (1900–1985)
- Robert Roth (Baden) (1891–1975)
- Bernhard Ruberg (1897–1945)
- Ludwig Ruckdeschel (Bayreuth) (1907–1986)
- Willi Ruckdeschel (Potsdam) (1900–1974)
- Gerhard Rühle (Berlin) (1905–1949)
- Walter Ruppin (1885–1945)
- Bernhard Rust (1883–1945)

### S
- Fritz Sauckel (1894–1946)
- Hans Saupert (1897–1966)
- Paul Schaaf (1888–1979)
- Gerhard Schach (1906–1945)
- Georg Schädler (1887–1971)
- Heinrich-Christian Schäfer-Hansen (1901–1977)
- Richard Schaller (1903–1972)
- Rudolf Schaper (1881–1945)
- Julius Schaub (1898–1967)
- Wilhelm Schepmann (1894–1970)
- Arno Schickedanz (1892–1945)
- Hans Schiffmann (1879–1955)
- Baldur von Schirach (1907–1974)
- August Schirmer (1905–1948)
- Carl Ludwig Schleich (1899–1944)
- Franz Xaver Schlemmer (1895–1952)
- Fritz Schleßmann (1900–1964)
- Karl Schlumprecht (1901–1970)
- Kurt Schmalz (1906–1964)
- Ernst-Heinrich Schmauser (1890–1945)
- Rudolf Schmeer (1905–1966)
- Willy Schmelcher (1894–1974)
- Albrecht Schmelt (1899–1945)
- Franz Schmid (Augsburg) (1895–1937)
- Erhard von Schmidt (Schwerin) (1903–1994)
- Friedrich Schmidt (Stuttgart) (1902–1973)
- Fritz Schmidt (Kassel) (1899–1942)
- Fritz Schmidt (Münster) (1903–1943)
- Gustav Schmidt (Nauheim) (1898–1972)
- Karl Georg Schmidt (Köln) (1904–1940)
- Paul Schmidt (Bottrop) (1901–1977)
- Wilhelm Georg Schmidt (Berlin) (1900–1938)
- Adolf Schmidt-Bodenstedt (1904–1981)
- Ernst Schmitt (Staudernheim) (1896–1972)
- Peter Schmitt (Trier) (1901–1985)
- Hermann Schmitz (1881–1960), „Ehrenabgeordneter“ der NSDAP
- Karl Schmückle (1895–1970)
- Heinrich Schnee (1871–1949)
- Hermann Schneider (Eckersdorf) (* 1872)
- Ludwig Schneider (München) (1902–1944)
- Heinrich Schoene (1889–1945)
- Josef Schönwälder (1897–1972)
- Karl Scholze (1902–1986), eingetreten am 23. Juli 1937 für Abg. Friedrich (Seelow)
- Karl Friedrich Freiherr von Schorlemer (1886–1936), Gast
- Robert Schormann (1906–1962)
- Alexander Schrader (1887–1956)
- Erwin Schramm (Breslau) (1910–1977)
- Ferdinand Schramm (Halstenbek) (1889–1964)
- Otto Schramme (1898–1941)
- Wilhelm Schroeder (1898–1943)
- Franz Schubert (Saarlautern) (1905–1992)
- Leo Schubert (Glatz) (1885–1968)
- Fritz Schuberth (Franken) (1897–1977)
- Albert Schüle (Wolfenbrück) (1890–1947)
- Erich Schüler (1905–1987)
- Ferdinand Schürmann (1896–1966)
- Siegfried Schug (1898–1961)
- Walter Schuhmann (Berlin) (1898–1956)
- Friedrich Graf von der Schulenburg (1865–1939)
- Emil Schultz (Essen) (1899–1946)
- Karl Schultz (Spandau) (1902–??)
- Paul Schultze-Naumburg (1869–1949)
- Friedrich Schulz (Stuttgart) (* 1897)
- Robert Schulz (Pommern) (1900–1974)
- Wilhelm Schumann (Elberfeld) (* 1899)
- Ernst Schwarz (Düsseldorf) (1904–1941)
- Werner Schwarz (Berlin) (1902–1942)
- Wilhelm Schwarz (Memmingen) (1902–1975)
- Franz Xaver Schwarz (München) (1875–1947)
- Franz Schwede-Coburg (1888–1960)
- Johannes Schweter (1901–1985)
- Wilhelm Schwinn (1897–1967)
- Fritz Schwitzgebel (1888–1957)
- Karl Seemann (1886–1943)
- Hans Seibold (1904–1974)
- Martin Seidel (Hessen) (* 1908)
- Walther Seidler (1897–1952)
- Hans Seifert (1889–1948)
- Wilhelm Seipel (1903–1967)
- Franz Seldte (1882–1947)
- Nikolaus Selzner (1899–1944)
- Joseph Seydel (Köln) bzw. (München) (1887–1945)
- Karl Sieber (Oschatz) (1888–1946)
- Ludwig Siebert (München) (1874–1942)
- Wilhelm Sieh (1892–1970)
- Heinrich Siekmeier (1903–1984)
- Gustav Simon (Koblenz) (1900–1945)
- Heinrich Simon (München) (1910–1979)
- Karl Simon (Merseburg) (1885–1961)
- Paul Skoda (1901–1945)
- Heinrich Soest (1897–1962)
- Heinz Späing (1893–1946)
- Martin Spahn (1875–1945)
- Heinz Spangemacher (1885–1958)
- Alfred Spangenberg (1897–1947)
- Georg Sperber (1897–1943)
- Erich Spickschen (1897–1957)
- Karl Spiewok (1892–1951)
- Jakob Sporrenberg (1902–1952)
- Jakob Sprenger (1884–1945)
- Fritz Springorum (1886–1942), Gast
- Josef Ständer (1894–1976)
- Walter Stang (Berlin) (1895–1945)
- Peter Stangier (1898–1962)
- Franz Schenk Freiherr von Stauffenberg (1878–1950), Gast
- Emil von Stauß (1877–1942), Gast
- Hartmut Stegemann (1908–1987)
- Vinzenz Stehle (1901–1967)
- Ernst Stein (1906–1943)
- Walter Steinecke (1888–1975)
- Helmut Stellrecht (1898–1987)
- Franz von Stephani (1876–1939)
- Lothar Steuer (1893–1957), Gast
- Werner Stiehr (1905–1982)
- Franz Stöhr (Schneidemühl) (1879–1938)
- Willi Stöhr (Frankfurt) (* 1903)
- Fritz Stollberg (1888–1948)
- Heinrich Strang (Sachsen) (* 1896)
- Alfred Straßweg (1902–1997)
- Julius Streicher (1885–1946)
- Wilhelm Struve (1901–1982)
- Werner Studentkowski (1903–1951)
- Emil Stürtz
- Martin Stumpf (1886–1974)
- Erich Sundermann (1908–1993)
- Heinrich von Sybel (1885–1969)

### T
- Heinrich Teipel (1885–1945)
- Otto Telschow (1876–1945)
- Josef Terboven (1898–1945)
- Georg Tesche (1901–1989)
- Kurt Thiele (Bremen) (1896–1969)
- Wilhelm Thiele (Hessen) (1897–1990)
- Fritz Thyssen (1873–1951)
- Fritz Tiebel (* 1889)
- Fritz Tittmann (1898–1945)
- Friedrich Triebel (Thüringen) (1888–1960)
- Wilhelm Trippler (1897–1974)
- Oskar Trübenbach (1900–1992)
- Hans von Tschammer und Osten (1887–1943)
- Richard Türk (1903–1984)

### U
- Alwin Uber (1884–1946)
- Friedrich Uebelhoer (1893–um 1945)
- Adalbert Ullmer (1896–1966)
- Curt von Ulrich (1876–1946)
- Hans Ummen (1894–1982)
- Heinrich Unger (Essen) (1868–1939)
- Walter Unger (Schwerin) (1909–1999)
- Paul Unterstab (1895–1944)
- Gotthard Urban (1905–1941)
- Georg Usadel (1900–1941)

### V
- Heinrich Vetter (Hagen) (1890–1969)
- Karl Vetter (Wanfried) (* 1895)
- Fritz Vielstich (1895–1965)
- Albert Vögler (1877–1945), Gast
- Hans Vogel, eingetreten am 6. Oktober 1936 für Abg. Freiherr von Schorlemer
- Werner Vogelsang (1895–1947)
- Anton Vogt (1891–1976)
- Konrad Volm (1897–1958)
- Carl Voß (1897–1969)

### W
- Otto Wacker (1899–1940)
- Werner Wächter (Berlin) (1902–1945)
- Fritz Wächtler (Bayreuth) (1891–1945)
- Georg Währer (1893–1941)
- Georg Wagener (Hannover) (1898–1985)
- Otto Wagener (Hohenwendel) (1888–1971)
- Adolf Wagner (Bayern) (1890–1944)
- Gerhard Wagner (München) (1888–1939)
- Josef Wagner (Bochum) (1899–1945)
- Richard Wagner (Darmstadt) (1902–1973)
- Robert Wagner (Baden) (1895–1946)
- Karl Wahl
- Josias zu Waldeck und Pyrmont (1896–1967)
- Albert Wallwey (1897–1970)
- Hellmut Walter (Dresden) (* 1908)
- Karl Walter (Düsseldorf) (1901–1957)
- Georg von Walthausen (1895–1978)
- Alexander Freiherr von Wangenheim (1872–1959)
- Christian Weber (München) (1883–1945)
- Julius Weber (Neunkirchen) (1904–1942)
- Adolf Wedderwille (1895–1947)
- Karl von Wedel-Parlow (1873–1936)
- Kurt Wege (1891–1947)
- Paul Wegener (1908–1993)
- Fritz Wehmeier (1897–1945)
- Nikolaus Wehner (1901–1942)
- Hans Weinreich (Merseburg) (1896–1963)
- Karl Weinrich (Kassel) (1887–1973)
- Martin Weis (Großenhain) (1907–1970)
- Kurt Weisflog (1906–1942)
- Hans Weisheit (1901–1954)
- Rudolf Weiß (Berlin) (1899–1945)
- Wilhelm Weiß (München) (1892–1950)
- Fritz Weitzel (1904–1940)
- Wilhelm Welter (1898–1966)
- Martin Wendt (1886–1947)
- Karl Wenzl (1903–1942)
- Wilhelm Werner (1888–1945)
- Ernst Wettengel, eingetreten am 22. Juli 1937 für Abg. Holdinghausen
- August Wetter (Koblenz) (1890–1970)
- Otto Wetzel (1905–1982)
- Curt Wiebel, eingetreten am 27. Juli 1937 für Abg. Fröhlich
- Heinrich Wiese (1896–2000)
- Wilhelm Wigand (1895–1945)
- Otto Wilkens (1907–1999)
- Werner Willikens (1893–1961)
- Toni Winkelnkemper (1905–1968)
- Ludwig Winter (* 1894)
- Paul Wipper (1906–1992)
- Curt Wittje (1894–1947)
- Max Wockatz (1898–1947)
- Heinz Wohlleben (1905–1972)
- Karl Wolff (1900–1984)
- Hans Wolkersdörfer (1893–1966)
- Franz Hermann Woweries (1908–1948)
- Udo von Woyrsch (1895–1983)
- Martin Wülfing (1899–1986)
- Joachim Wünning (1898–1944)
- Philipp Wurzbacher (1898–1984)
- Lucian Wysocki (1899–1964)

### Z
- Lorenz Zahneisen (1897–1950)
- Hermann Zapf (1886–1957)
- Karl Zech (1892–1944)
- Robert Zeller (Stuttgart) (1895–1966)
- Carl Zenner (1899–1969)
- Willy Ziegler (1899–1942)
- Ernst Zitzmann (* 1891)
- Oskar Zschake-Papsdorf (* 1902)